# Sollevamento pesi ai Giochi della XXVIII Olimpiade - 75 kg femminile

## Risultati
| Pos | Atleta               | Nazione         | Strappo (kg) | Slancio (kg) | Totale (kg) |
| --- | -------------------- | --------------- | ------------ | ------------ | ----------- |
| 1   | Pawina Thongsuk      | Thailandia      | 122.5        | 150.0        | 272.5       |
| 2   | Natal'ja Zabolotnaja | Russia          | 125.0        | 147.5        | 272.5       |
| 3   | Valentina Popova     | Russia          | 120.0        | 145.0        | 265.0       |
| 4   | Gyöngyi Likerecz     | Ungheria        | 115.0        | 142.5        | 257.5       |
| 5   | Christina Iōannidī   | Grecia          | 112.5        | 142.5        | 255.0       |
| 6   | Tatyana Khromova     | Kazakistan      | 117.5        | 135.0        | 252.5       |
| 7   | Kim Sun-hui          | Corea del Sud   | 112.5        | 137.5        | 250.0       |
| 8   | Tulia Medina         | Colombia        | 112.5        | 132.5        | 245.0       |
| 9   | Nora Koppel          | Argentina       | 100.0        | 137.5        | 237.5       |
| 10  | Wanda Rijo           | Rep. Dominicana | 110.0        | 127.5        | 237.5       |
| 11  | Eva Dimas            | El Salvador     | 105.0        | 125.0        | 230.0       |
| 12  | Damaris Aguirre      | Messico         | 100.0        | 122.5        | 222.5       |
| 13  | Deborah Lovely       | Australia       | 92.5         | 115.0        | 207.5       |
| 14  | Marie Jesika Dalou   | Mauritius       | 57.5         | 72.5         | 130.0       |
| —   | Nahla Ramadan        | Egitto          | 120.0        | —            | DNF         |
| —   | Huang Shih-chun      | Taipei cinese   | —            | —            | DNF         |
| —   | Albina Chomič        | Russia          | —            | —            | DNS         |
| —   | Şule Şahbaz          | Turchia         | —            | —            | DNS         |